# Liste der Kulturdenkmäler in Anhausen
In der Liste der Kulturdenkmäler in Anhausen sind alle Kulturdenkmäler der rheinland-pfälzischen Ortsgemeinde Anhausen aufgeführt. Grundlage ist die Denkmalliste des Landes Rheinland-Pfalz (Stand: 9. Februar 2023).

## Einzeldenkmäler
| Bezeichnung              | Lage                                | Baujahr                              | Beschreibung                                                                                  | Bild                           |
| ------------------------ | ----------------------------------- | ------------------------------------ | --------------------------------------------------------------------------------------------- | ------------------------------ |
| Evangelische Pfarrkirche | Kirchstraße 3 Lage                  | zweites Viertel des 13. Jahrhunderts | ehemals St. Maria; spätromanische Basilika, zweites Viertel des 13. Jahrhunderts              | weitere Bilder Fotos hochladen |
| Gemeindehaus             | Mittelstraße 24 Lage                | 19. Jahrhundert                      | stattliches Fachwerkhaus, teilweise massiv und verschiefert, Krüppelwalmdach, 19. Jahrhundert | Fotos hochladen                |
| Schulhaus                | Schulstraße 2 Lage                  | 1852/53                              | ehemalige Schule; klassizistischer Walmdachbau, Bruchstein, 1852/53                           | BW                             |
| Burg Braunsberg          | westlich des Ortes Lage             | um 1200                              | Ruine, langgestreckte Anlage; Forsthaus 1899                                                  | weitere Bilder Fotos hochladen |
| Kriegerdenkmal           | östlich des Ortes an der L 258 Lage | 1910                                 | Denkmal für die Gefallenen 1866 und 1870/71, 1910                                             | Fotos hochladen                |